# نمایشگر صفحه تخت

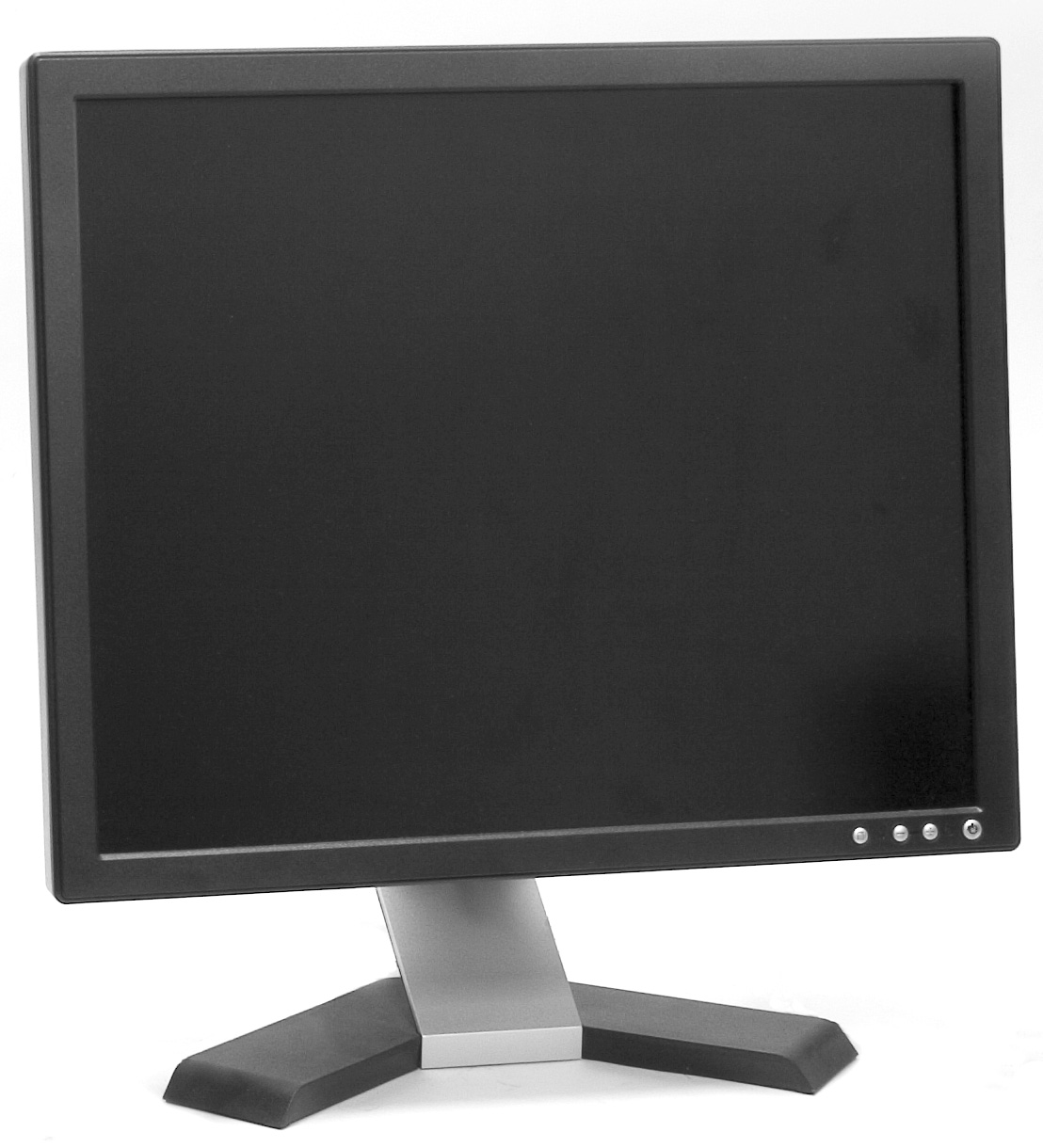
یک نمایشگر صفحه تخت LCD

نمایشگرهای صفحه تخت، فناوری‌های مشاهده الکترونیکی هستند که به مردم امکان می‌دهند محتوای (تصاویر ساکن، تصاویر متحرک، متن یا سایر مواد بصری) را در محدوده سرگرمی، لوازم خانگی، رایانه شخصی و دستگاه‌های تلفن همراه و بسیاری از انواع پزشکی، حمل و نقل و تجهیزات صنعتی. آنها بسیار سبک‌تر و نازک‌تر از تلویزیون‌های کادو کریستال (CRT) تلویزیون و نمایشگرهای تصویری هستند و معمولاً کمتر از ۱۰ سانتیمتر (۳٫۹ اینچ) ضخامت صفحه نمایش تخت را می‌توان به دو دسته دستگاه‌های صفحه نمایش تقسیم کرد: بی‌ثبات و استاتیک. نمایش‌های بی نظیر نیاز به پیکسل‌هایی دارند که به صورت دوره ای به صورت الکترونیکی تجدید می‌شوند تا حالت خود را حفظ کنند (مانند نمایشگر کریستال مایع (ال سی دی)). یک نمایشگر فرار تنها زمانی یک تصویر را نشان می‌دهد که دارای باتری یا برق AC است. نمایشگرهای صفحه ای استاتیک بر روی موادی که وضعیت رنگ آنها دوام می‌آورد (به عنوان مثال، قرص‌های الکترونیکی کتاب خوان از سونی) تکیه می‌کنند، و به همین ترتیب، صفحه نمایش‌های صفحه نمایش، متن یا تصاویر روی صفحه را حتی در هنگام خاموش نگه می‌دارند. از سال ۲۰۱۶، نمایشگرهای صفحه تخت تقریباً به‌طور کامل نمایشگر CRT را جایگزین کرده‌اند. در بسیاری از برنامه‌های کاربردی سال ۲۰۱۰، به خصوص دستگاه‌های قابل حمل کوچک مانند لپ تاپ‌ها، تلفن‌های همراه، گوشی‌های هوشمند، دوربین‌های دیجیتال، دوربین‌های فیلمبرداری، دوربین‌های نقطه ای و دوربین و دوربین‌های ویدئویی جیبی، هر گونه معایب صفحه نمایش تخت (در مقایسه با CRTs) برای مزایای حمل و نقل (لاغر و سبک‌وزن) ساخته شده‌است.
اکثر نمایشگرهای صفحه نمایش 2010s از تکنولوژی‌های LCD و / یا LED استفاده می‌کنند. اکثر صفحه نمایش‌های LCD به رنگ روشن به کار می‌روند چرا که فیلترهای رنگی برای نمایش رنگ‌ها استفاده می‌شوند. نمایشگرهای تختخواب نازک و سبک‌وزن هستند و دارای خطی بهتر هستند و با رزولوشن بالاتر از تلویزیون معمولی مصرف‌کننده از دوران پیش از ظهور بیشتر است. بالاترین رزولوشن برای تلویزیون CRT با مصرف‌کننده 1080i بود؛ در مقابل، بسیاری از صفحه‌های تخت می‌توانند رزولوشن 1080P یا حتی 4K را نمایش دهند. از سال ۲۰۱۶، برخی دستگاه‌هایی که از صفحه‌های تخت استفاده می‌کنند مانند رایانه‌های لوحی، تلفنهای هوشمند و رایانه‌های رایجتر معمولاً از صفحه‌های لمسی بهره می‌برند و این ویژگی باعث می‌شود که کاربران با لمس کردن آیکونهای روی صفحه یا اقدامات (مثلا بازی ویدیویی دیجیتال) را انتخاب کنند صفحه نمایش بسیاری از دستگاه‌های دارای صفحه لمسی قادر به نمایش یک صفحه کلید مجازی QWERTY یا عددی روی صفحه می‌باشند تا کاربر را قادر به تایپ کلمات یا اعداد نماید.
یک مانیتور چند منظوره (MFM) یک صفحه نمایش تخت است که دارای ورودی‌های ویدئویی اضافی (بیش از یک مانیتور معمولی ال سی دی) است و برای استفاده از انواع مختلف منابع ویدئویی خارجی مانند ورودی VGA، ورودی HDMI از VCR VHS طراحی شده‌است یا کنسول بازی ویدیویی و در برخی موارد یک ورودی USB یا کارت خوان برای مشاهده عکس‌های دیجیتال). در بسیاری از موارد، MFM همچنین دارای یک تیونر تلویزیونی است، و آن را به یک تلویزیون ال سی دی که اتصال کامپیوتر را ارائه می‌دهد، شبیه است.

## تاریخ
اولین پیشنهاد مهندسی برای یک تلویزیون صفحه تخت توسط ژنرال الکتریک در نتیجه کار خود در مانیتورهای رادار بود.  انتشار یافته‌های آن‌ها همه اصول اولیه تلویزیون‌های صفحه تخت و مانیتور را ارائه داد. اما GE با تحقیق و توسعه مورد نیاز ادامه نیافت و در آن زمان یک صفحه پانل کار تولید نکرد. اولین صفحه نمایش تخت تولید شده لوله Aiken بود که در اوایل دهه ۱۹۵۰ توسعه یافت و در سال ۱۹۵۸ به مقدار محدود تولید شد. بعضی از آنها در سیستم‌های نظامی دیده می‌شود، اما تکنولوژی‌های متداول پیشرفت خود را از دست دادند. تلاش برای تجاری سازی سیستم برای استفاده از تلویزیون خانه به زحمت ادامه یافت و سیستم هرگز به صورت تجاری منتشر نشد. Philco Predicta دارای تنظیم نسبتاً مسطح (برای آن روز) نصب پرتوهای کادو بود و اولین بار در سال ۱۹۵۸ در پیکر بندی «پانل تخت» منتشر شد. Predicta یک شکست تجاری بود. پانل صفحه نمایش پلاسما در سال ۱۹۶۴ در دانشگاه ایلی نوی اختراع شد، با توجه به تاریخ پانل‌های پلاسما نمایش پلاسما. اولین نمایشگر ماتریس فعال با نمایش فیلم‌های نازک فیلم T Peter Brody در شرکت Westinghouse Electric در سال ۱۹۶۸ ساخته شد. در سال ۱۹۷۷، جیمز پیت میچل نمونه اولیه و بعداً نشان داد که شاید اولین صفحه نمایش LED صفحه نمایش تخت تک صفحه ای صفحه نمایش تخت بود. تا تاریخ ۲۰۱۲، ۵۰ درصد از سهم بازار جهانی در صفحه نمایش صفحه نمایش (FPD) توسط تولید کنند گان تایوانی مانند AU Optronics و Chimei Innolux Corporation است.